# Vinzieux
Vinzieux ist eine französische Gemeinde mit 520 Einwohnern (Stand: 1. Januar 2022) im Département Ardèche in der Region Auvergne-Rhône-Alpes. Die Gemeinde gehört zum Arrondissement Tournon-sur-Rhône und zum Kanton Sarras.

## Geografie
Vinzieux liegt etwa 28 Kilometer ostsüdöstlich von Saint-Étienne. Umgeben wird Vinzieux von den Nachbargemeinden Maclas im Norden, Charnas im Nordosten und Osten, Félines im Süden, Savas im Südwesten, Brossainc im Westen sowie Saint-Jacques-d’Atticieux im Westen und Nordwesten.

## Bevölkerungsentwicklung
| Jahr                       | 1962 | 1968 | 1975 | 1982 | 1999 | 1990 | 2006 | 2019 |
| Einwohner                  | 177  | 163  | 179  | 181  | 233  | 262  | 344  | 466  |
| Quellen: Cassini und INSEE |      |      |      |      |      |      |      |      |

## Sehenswürdigkeiten
- Kirche Saint-Pierre-aux-Liens von 1901

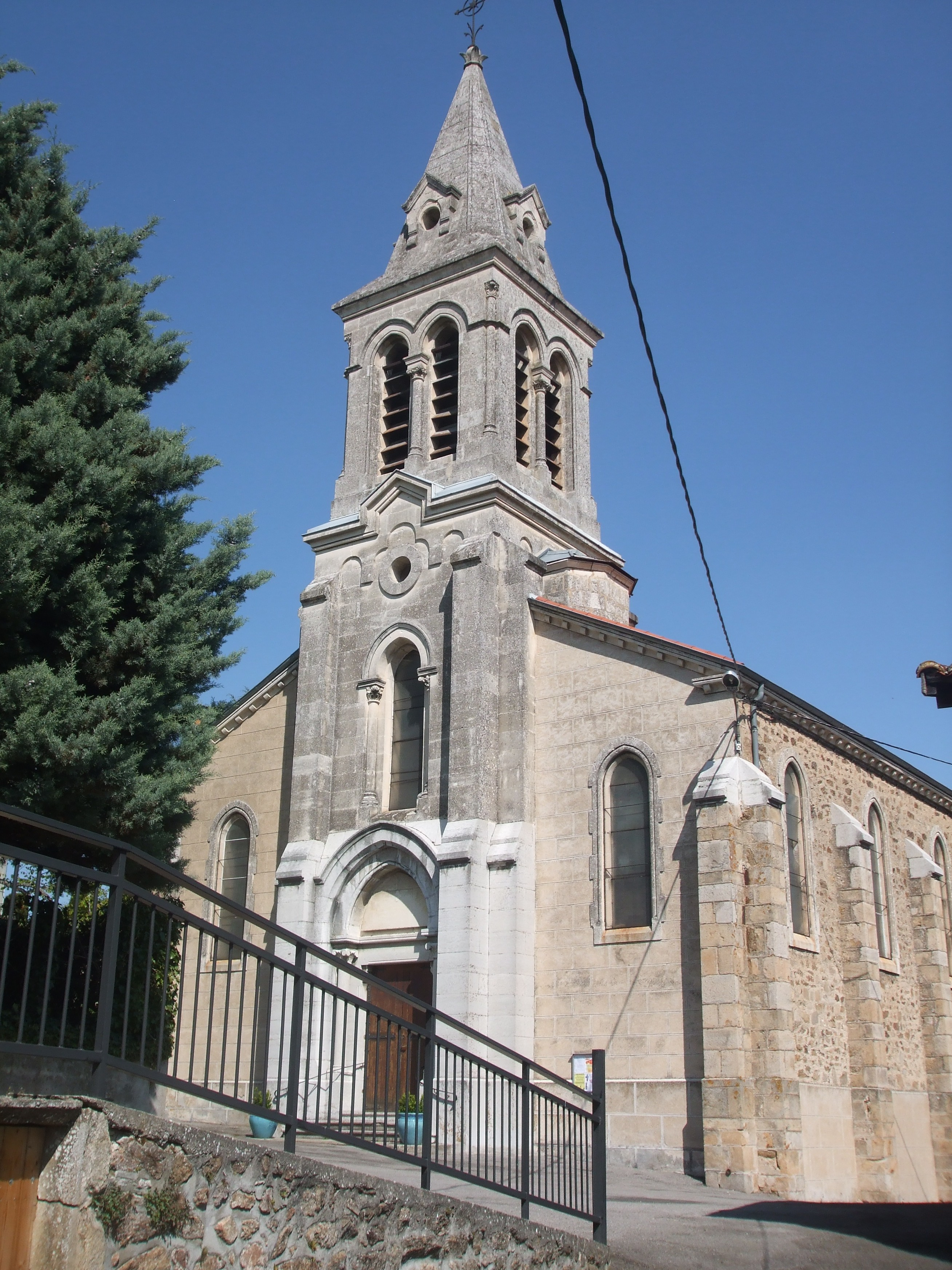
Kirche Saint-Pierre-aux-Liens

- Romanische Steinbrücke